# Waylon Jennings
Waylon Jennings (Littlefield (Texas), 15 juni 1937 - Chandler (Arizona), 13 februari 2002) was een Amerikaans countryzanger en gitarist die in de jaren 70 zijn grootste successen behaalde. Jennings wordt gezien als een van de invloedrijkste en succesvolste countryartiesten aller tijden en tevens als een van de belangrijkste vertegenwoordigers van de outlaw-country. Hij is bij veel mensen vooral bekend als de verteller uit de tv-serie The Dukes of Hazzard, waarvan hij ook de titelsong schreef en inzong.

## Biografie
Waylon Jennings leerde zichzelf op achtjarige leeftijd gitaar spelen en vormde twee jaar later al zijn eerste bandje. Hij was een vroegtijdige schoolverlater en werkte aanvankelijk voor een radiostation als dj. Jennings hoopte al vroeg op een carrière in de muziekindustrie. Bij het radiostation raakte hij bevriend met Buddy Holly, die later de producer zou worden van zijn eerste solosingle, Jole blon. In 1959 speelde Jennings bas in Holly's band.
Op 3 februari 1959 ontsnapte Jennings aan de dood toen een chartervliegtuig, met aan boord Buddy Holly, Ritchie Valens en J.P. Richardson, neerstortte nabij Mason City, Iowa. Alle inzittenden kwamen hierbij om het leven. Jennings had vooraf zijn stoel aan Richardson gegeven, omdat deze griep had en rust moest nemen. In zijn autobiografie (1996) openbaarde Jennings zich schuldig en verantwoordelijk te voelen met betrekking tot de crash. Nadat Jennings zijn stoel had afgestaan, had Holly Jennings namelijk bij wijze van grap toegevoegd: "I hope your ol' bus freezes up!" waarop Jennings reageerde: "I hope your damn plane crashes!". Deze uitspraak achtervolgde Jennings nog vele jaren.

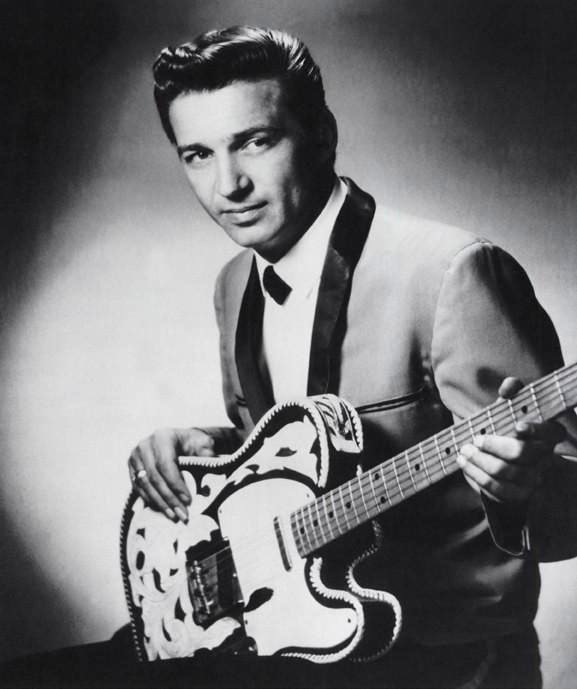
Jennings in 1965

Jennings bracht in 1964 zijn eerste album uit, zijn eerste vijf albums waren commercieel geen succes totdat hij het album Love of the Common People in 1967 uitbracht, hierna volgden veel succesvolle albums in de jaren 70 die niet alleen in de US Country Charts maar ook in de US Billboard 200 hoog scoorden.
Vanaf 1975 belandden zelfs vier opeenvolgende albums op nummer 1 van de US Country Charts. Nadat Jennings in 1980 het succesvolle album Music Man, dat op nummer 1 van de US Country Charts belandde uitbracht, kreeg Jennings steeds meer last van een cocaïneverslaving, het duurde vier jaar voordat Jennings volledig was afgekickt, hierna bleef Jennings muziek maken en albums uitbrengen. 
In 1986 belandde het album Will the Wolf Survive nog op nummer 1 van de US Country Charts, de daaropvolgende albums waren commercieel gezien geen succes.
Vanaf het midden van de jaren 80 van de vorige eeuw vormde hij samen met zijn goede vrienden Johnny Cash, Willie Nelson en Kris Kristofferson de countryband The Highwaymen, waarmee hij drie albums uitbracht en in 1985 had zij de hit Highwayman.
Jennings' stem was in de jaren 80 onder meer te horen als verteller (The Balladeer) in de populaire televisieserie The Dukes of Hazzard en in de voorloper van deze serie: Moonrunners. Ook de titelsong van The Dukes of Hazzard, "Good Ol' Boys", werd door Jennings vertolkt. Dat daar een dosis humor in verwerkt is, blijkt uit deze zinnetjes van de tekst:
I'm a good old boy
You know my momma loves me
But she don't understand
They keep on showing my hands
And not my face on TV.
Dit is een directe verwijzing naar het introfilmpje van iedere aflevering. Men ziet namelijk alleen de handen van een man die aan het gitaarspelen is: de handen van Jennings. Dit couplet is overigens alleen te horen in de radioversie van het nummer. In de tv-versie zingt hij over Bo en Luke Duke, de protagonisten uit de serie.
Waylon Jennings stierf op 13 februari 2002 in zijn slaap als gevolg van diabetes, nadat één jaar eerder al zijn linkervoet vanwege dezelfde ziekte was afgezet.
In 1998 werd hij vereerd met plaatsing in de Texas Country Music Hall of Fame en in 2001 in Nashville's Country Music Hall of Fame.

## Discografie

### Solo
- Waylon at JD's (1964)
- Folk-Country (1966)
- Leavin' Town (1966)
- Nashville Rebel (1966)
- Waylon Sings Ol' Harlan (1967)
- Love of The Common People (1967)
- The One and Only (1967)
- Hangin' On (1968)
- Only the Greatest (1968)
- Jewels (1968)
- Just to Satisfy You (1969)
- Waylon (1970)
- Singer of Sad Songs (1970)
- The Taker/Tulsa (1971)
- Cedartown, Georgia (1971)
- Good Hearted Woman (1972)
- Ladies Love Outlaws (1972)
- Lonesome, On'ry and Mean (1973)
- Honky Tonk Heroes (1973)
- This Time (1974)
- The Ramblin' Man (1974)
- Dreaming My Dreams (1975)

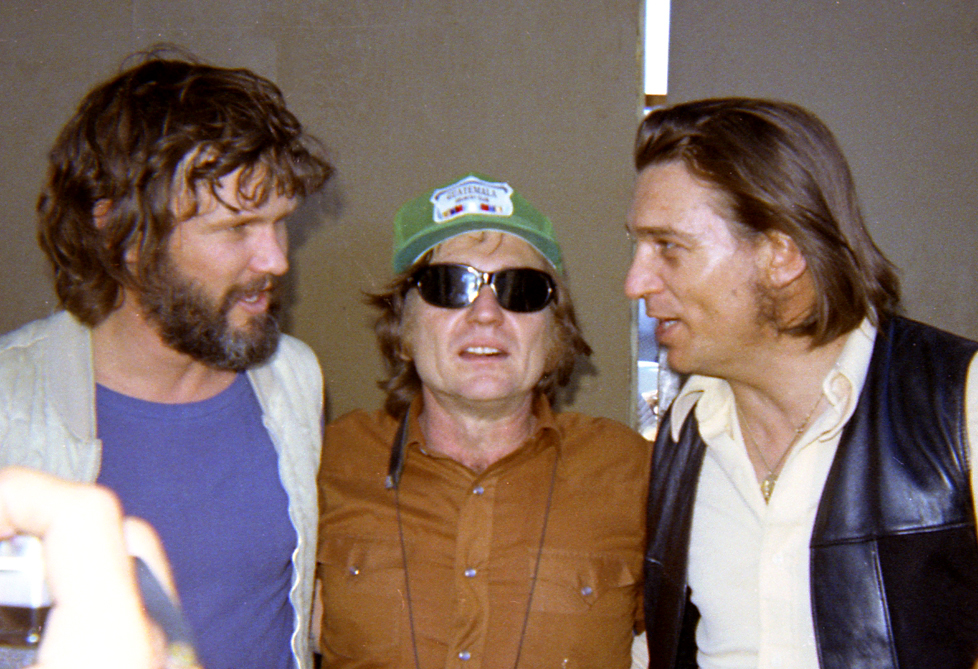
Van links naar rechts: Kris Kristofferson, Willie Nelson en Waylon Jennings in 1972

- Are You Ready for the Country (1976)
- Ol' Waylon (1977)
- I've Always Been Crazy (1978)
- What Goes Around Comes Around (1979)
- Music Man (1980)
- Back on Black (1982)
- It's Only Rock & Roll (1983)
- Waylon and Company (1983)
- Never Could Toe the Mark (1984)
- Turn the Page (1985)
- Sweet Mother Texas (1986)
- Will the Wolf Survive (1986)
- Hangin' Tough (1987)
- A Man Called Hoss (1987)
- Full Circle (1988)
- The Eagle (1990)
- Too Dumb for New York City, Too Ugly for L.A. (1992)
- Ol' Waylon Sings Ol' Hank (1992)
- Cowboys, Sisters, Rascals & Dirt (1993)
- Waymore's Blues (Part II) (1994)
- Right for the Time (1996)
- Closing In on the Fire (1998)
- Goin' Down Rockin': The Last Recordings (2012)

### Compilatie
- The Best of Waylon Jennings (1970)
- Don't Think Twice (1970)
- Ruby, Don't Take Your Love to Town (1973)
- Heartaches by the Number (1973)
- Greatest Hits (1979)
- Waylon's Greatest Hits, Vol. 2 (1984)
- The Collector's Series (1985)
- The Waylon Files, Vol 1-15 (1985)
- The Best of Waylon (1986)
- The Early Years (1989)
- New Classic Waylon (1989)
- Waylon Jennings – The RCA Years - Only Daddy That'll Walk the Line (1993)
- The Essential Waylon Jennings (1996)
- Super Hits (1996)
- Super Hits II (1998)
- 20th Century Masters – The Millennium Collection: The Best of Waylon Jennings (2000)
- RCA Country Legends (2001)
- Ultimate Waylon Jennings (2004)
- The Complete MCA Recordings (2004)
- 16 Biggest Hits (2005)
- Nashville Rebel (2006)
- Waylon Sings Hank Williams (2006)
- The Essential Waylon Jennings (2007)
- Playlist: The Very Best of Waylon Jennings (2008)
- Super Hits II (2010)
- Country: Waylon Jennings (2012)
- The Lost Nashville Sessions (2016)

### Live
- Waylon Live (1976)
- Never Say Die: Live (2000)
- Waylon Live: The Expanded Edition (2003)
- Live from Austin, TX (2006)
- Waylon Jennings & The Waymore Blues Band: Never Say Die The Final Concert Film (2007)

### metWillie Nelson
- Waylon & Willie (1978)
- WWII (1982)
- Take It to the Limit (1983)
- Clean Shirt (1991)
- Waylon & Willie Super Hits (1999)

### metThe Highwaymen
- Highwayman (1985)
- Highwayman 2 (1990)
- The Road Goes on Forever (1995)

### met andere artiesten
- Country Folk (met The Kimberlys) (1969)
- Ned Kelly (Soundtrack) (1970)
- Mackintosh & T.J (Soundtrack) (1976)
- Wanted! The outlaws (met Willie Nelson, Jessi Colter en Tompall Glaser) (1976)
- White Mansions (met Jessi Colter, John Dillon en Steve Cash) (1978)
- Leather and Lace (met Jessi Colter) (1982)
- We Are the World (met USA for Africa) (1985)
- Heroes (met Johnny Cash) (1986)
- Old Dogs (1998) (met Bobby Bare, Mell Tillis en Jerry Reed)
- The Crickets and Their Buddies (met o.a. The Crickets) (2004)
- Waylon Forever (met Shooter Jennings en The .357's) (2008)
- Old 97's & Waylon Jennings (met Old 97's) (2013)

## Wetenswaardigheden
- De Nederlandse zanger Waylon ontleende zijn artiestennaam aan Jennings' naam.
- The Wailin' Jennys, een Canadese folkgroep, is naar Jennings vernoemd.
- Zijn enige zoon Waylon Albright Jennings (1979) heeft als country- en southern rock-artiest enige bekendheid onder de naam Shooter Jennings.